# 埃維納永
埃維納永是赤道畿內亞的城鎮，也是中南省的首府，位於該國大陸中部的小山上，海拔高度631米，當地以夜生活、市場和瀑布聞名，2010年人口9,012。